# Lycium torreyi
Lycium torreyi ist eine Pflanzenart aus der Gattung der Bocksdorne (Lycium) in der Familie der Nachtschattengewächse (Solanaceae).

## Beschreibung
Lycium torreyi ist ein 1 bis 3 m hoher, verzweigter und gespreizt wachsender Strauch. Die Laubblätter sind leicht sukkulent, 10 bis 13 mm lang und 3 bis 10 mm breit.
Die Blüten sind zwittrig und vier- oder fünfzählig. Der Kelch ist becher- oder röhrenförmig und unbehaart oder nur spärlich behaart. Die Kelchröhre erreicht eine Länge von 2,5 bis 6 mm. Die Länge der Kelchzipfel entspricht 1/4 bis der Hälfte der Länge der Kelchröhre. Die Krone ist gespreizt und grünlich-lavendelfarben oder weißlich gefärbt. Die Kronröhre ist 8 bis 15 mm lang, die Länge der Kronlappen ist 2 bis 4 mm. Die Staubfäden sind in einem etwa 1,5 mm großen Bereich an der Basis des freistehenden Teils dicht bis spärlich behaart.
Die Frucht ist eine leuchtend rote, eiförmige Beere, die eine Länge von 6 bis 12 mm erreicht. Sie enthält acht bis 30 Samen.
Die Chromosomenzahl beträgt 2n = 24.

## Vorkommen
Die Art ist in Nordamerika verbreitet und kommt dort in den US-amerikanischen Bundesstaaten Texas, Utah, Nevada, Kalifornien, Arizona und New Mexico, sowie im mexikanischen Bundesstaat Chihuahua vor.

## Systematik
Innerhalb der Bocksdorne (Lycium) wird die Art nach phylogenetischen Untersuchungen in eine Klade mit anderen nord- und südamerikanischen Arten der Gattung gruppiert. Die Art ist nahe verwandt mit Lycium americanum, Lycium infaustum, Lycium exsertum, Lycium fremontii, Lycium parishii, Lycium texanum, Lycium berlandieri, Lycium andersonii, Lycium elongatum, Lycium athium und Lycium minimum.